# Сквозь строй (фильм, 1977)
«Сквозь строй» (англ. The Gauntlet) — американский фильм в жанре «полицейский боевик», режиссёрская работа Клинта Иствуда.

## Сюжет
Детектив полиции Финикса Бен Шокли (Клинт Иствуд) — медленно спивающийся офицер без всяких перспектив на службе — получает задание сопроводить из Лас-Вегаса в Феникс свидетеля — женщину по имени Гус Мэлли (Сондра Локк). Шокли, когда-то мечтавший о славе и раскрытии «громких» дел, далеко не в восторге от этого задания, особенно когда выясняется, что охраняемый свидетель — проститутка, к тому же обладающая весьма скверным характером. Вдобавок задание оказывается сложнее, чем полагал Шокли — свидетельницу, которая должна дать показания по делу об организованной преступности, пытаются убить буквально все: начиная от боевиков мафии и заканчивая коррумпированными полицейскими. Шокли, который быстро понимает, почему его выбрали на это задание (работающие на мафию полицейские сочли его давно ни на что не годным), вынужден стряхнуть с себя алкогольное отупение, чтобы бросить вызов своим «коллегам» и убедить Гус, что он ещё чего-то стоит. Вместе они принимают решение добраться до здания городского суда Феникса под огнём бандитов и полицейских.

## В ролях
- Клинт Иствуд — детектив Бен Шокли
- Сондра Локк — Августина «Гус» Мэлли
- Пэт Хингл — Мэйнард Джозефсон
- Уильям Принс — комиссар Блэйклок
- Билл МакКинни — констебль
- Майкл Кавано — Файдерспил
- Кэрол Кук — официантка
- Дэн Вадис — байкер

Буквальный перевод названия фильма «The Gauntlet» с английского: «перчатка» или «вызов» (бросить перчатку, бросить вызов). Однако в «американском английском» это слово имеет и иное значение — старинное армейское наказание, когда провинившегося гонят сквозь двойной строй солдат которые поочередно наносят ему удары палками. Финальный эпизод фильма, когда Шокли и Гус на угнанном автобусе прорываются к зданию суда под огнём двойного строя полицейских, фактически иллюстрирует это наказание.

## Ремейки
В 2006 году на экраны вышел фильм «16 кварталов» с Брюсом Уиллисом в главной роли. «16 кварталов» фактически является ремейком «Сквозь строй», в основном повторяя сюжет оригинального фильма, включая сцену с автобусом.
В производстве находится одноимённый ремейк, продюсером которого выступит Иствуд.